# Spratelloides delicatulus
Spratelloides delicatulus és una espècie de peix pertanyent a la família dels clupeids.

## Descripció
- Pot arribar a fer 7 cm de llargària màxima.
- 11-13 radis tous a l'aleta dorsal i 10-11 a l'anal.[3][4]

## Alimentació
Menja plàncton.

## Depredadors
És depredat a les illes Marshall per Epinephelus fuscoguttatus, Lutjanus vitta i Scomberoides lysan; a Salomó per Atule mate, Caranx melampygus, Megalaspis cordyla, Scomberoides tol, Chirocentrus dorab, Lutjanus ehrenbergii, Auxis thazard, Euthynnus affinis i Rastrelliger kanagurta. També ho és per l'anfós lleopard (Plectropomus leopardus).

## Hàbitat
És un peix marí, associat als esculls i de clima tropical (40°N-29°S, 29°E-143°W) que viu entre 0-50 m de fondària.

## Distribució geogràfica
Es troba des del mar Roig i l'Àfrica oriental fins a les illes de la Societat (llevat de les Tuamotu i les illes Marqueses), el sud del Japó i el nord d'Austràlia. N'hi ha un registre a la Mediterrània oriental (Tel-Aviv, Israel).

## Ús comercial
Es comercialitza fresc, en salaó i com a esquer per a la pesca de la tonyina.

## Observacions
És inofensiu per als humans.